# Sri Lanka i olympiska sommarspelen 1996
Sri Lanka deltog i de olympiska sommarspelen 1996 med en trupp bestående av nio deltagare, men ingen av landets deltagare erövrade någon medalj.

## Friidrott
- Chintaki De Zoysa
- Benny Fernando
- Susanthika Jayasinghe
- Sriyani Kulawansa
- Mahesh Perera
- Sugath Thilakaratne

## Simhopp
Herrarnas 3 m
- Janaka Biyanwila
  -     - Kval — 247,44 (→ gick inte vidare, 35:e plats)